# Zacapa (departement)
Zacapa is een departement van Guatemala, gelegen in het oosten van het land. Zacapa grenst in het noorden aan het departement Alta Verapaz en verder met de klok mee aan het departement Izabal, buurland Honduras en vervolgens aan de departementen Chiquimula, Jalapa en El Progreso. De hoofdstad is de gelijknamige stad Zacapa.
Het departement bestrijkt een oppervlakte van 2690 km² en heeft 245.374 inwoners (2018).

## Gemeenten
Het departement is ingedeeld in elf gemeenten:
- Cabañas
- Estanzuela
- Gualán
- Huité
- La Unión
- Río Hondo
- San Diego
- San Jorge
- Teculután
- Usumatlán
- Zacapa

Alta Verapaz · Baja Verapaz · Chimaltenango · Chiquimula · El Progreso · Escuintla · Guatemala · Huehuetenango · Izabal · Jalapa · Jutiapa · Petén · Quetzaltenango · Quiché · Retalhuleu · Sacatepéquez · San Marcos · Santa Rosa · Sololá · Suchitepéquez · Totonicapán · Zacapa